# 佐藤ひろ美のコミデジ+
佐藤ひろ美のコミデジ+（さとうひろみのコミデジプラス）佐藤ひろ美がパーソナリティを務めた音泉＆BEWEのインターネットラジオ番組。
前番組「佐藤ひろ美のコミデジ」のパワーアップ版。全12回（1クール）

## 出演者
- パーソナリティ：佐藤ひろ美
- スタッフ：オサダ（ディレクター）／中曽ソウタロウ
- 関連者：コミデジ編集長…コシキ／ブロッコリー…ヒデシマノゾミ（のぞみん）／シズクイシカズナ／ハラダケン（はらけん）／ハセガワ（はせぴょん）

## 番組概要
2006年
- 前番組「佐藤ひろ美のコミデジ」からリニューアル。「+」からは音泉のみでの配信になった。
- 実は1クールだったことが発覚、6月27日配信分で終了した。

## 現行コーナー
冒頭から…
ひろ美に演じてほしい人物・有名人・人でないもの等々をオープニングで演じるコーナー。シチュエーション（設定・セリフ特徴・有名人のモノマネのコツなど）を募集。採用の場合はその人物の小芝居をオープニングタイトルコールの前に行う。
コミデジいんふぉ
「コミデジ」に関する最新情報をゲストも交えて伝えていくコーナー。
ヨミデジプラス
季刊誌「コミデジ」に掲載されている作品の中から1つを選んでひろ美がアフレコに挑戦するコーナー（「ヨミデジ」は『読んでみて でもって上達』の略を意味する）。失敗の場合はペナルティでひろ美がひろみマークII（豚の貯金箱）に500円の貯金をする（前々番組コーナーの「ヒロミ自動車に乗りたい」と同システム）。状況や内容によってはブロッコリー広報やゲストが罰金を払う場合もあり。「無印」に引き続き「+」でもこのコーナーを続投していた。最終回のアフレコでは間違えた回数によって貯金した金額の返還が異なり、ひろ美は3回ミスで28000円の貯金から7000円返金という結果になった（残り21000円の行方は不明）。
ドリームメーカー
「+」のテーマソングになっている「Dream Maker」（ドリームメーカー）の歌い出しの替え歌を考えるコーナー。採用の場合はひろ美がその替え歌の歌詞を歌う。＃2ではゲストの平野綾が歌ったり準レギュラーの是空とおるも歌ったことがあった。
ロックバンドへ
ひろ美の故郷である岩手県にちなんでリスナーのイメージする「岩手」を考えるコーナー。
ひろ美万能になりたい!
「自動車免許」（「ヒロミデンパ」時代）「漫画家」（「無印」時代）などこれまでの様々な挑戦から更なる拡大のために、リスナーから「こんなことをやってほしい」という内容をひろ美に挑戦させるアイデアコーナー。

## ゲスト
2006年
- ＃2（4月18日）平野綾